# NTV (chaîne de télévision)
Pour les articles homonymes, voir NTV.
NTV est une chaîne de télévision privée ivoirienne. Elle est diffusée en Côte d'Ivoire et en Afrique sur le bouquet startimes satellite et Canal+ dans le monde entier par la télévision IP et le Web.

## Programmes

### Magazines et divertissements
- TOUT C DIT
- TAMBOUR BATTANT
- INEDIT
- 100% ENTREPRENEUR
- rdv de la team
- RHEMA

### Musique
- JAM PLAYLIST
- zik extaze

## Diffusion
| N°  | Bouquet             |
| --- | ------------------- |
|     | TNT                 |
| 190 | Les Bouquets Canal+ |
| 777 | StarTimes           |
|     | La TV d'Orange      |